# رز تیغ‌دار شمالی
رز تیغ‌دار شمالی(نام علمی: Rosa acicularis) نام یک گونه از سرده رز است.

## نگارخانه

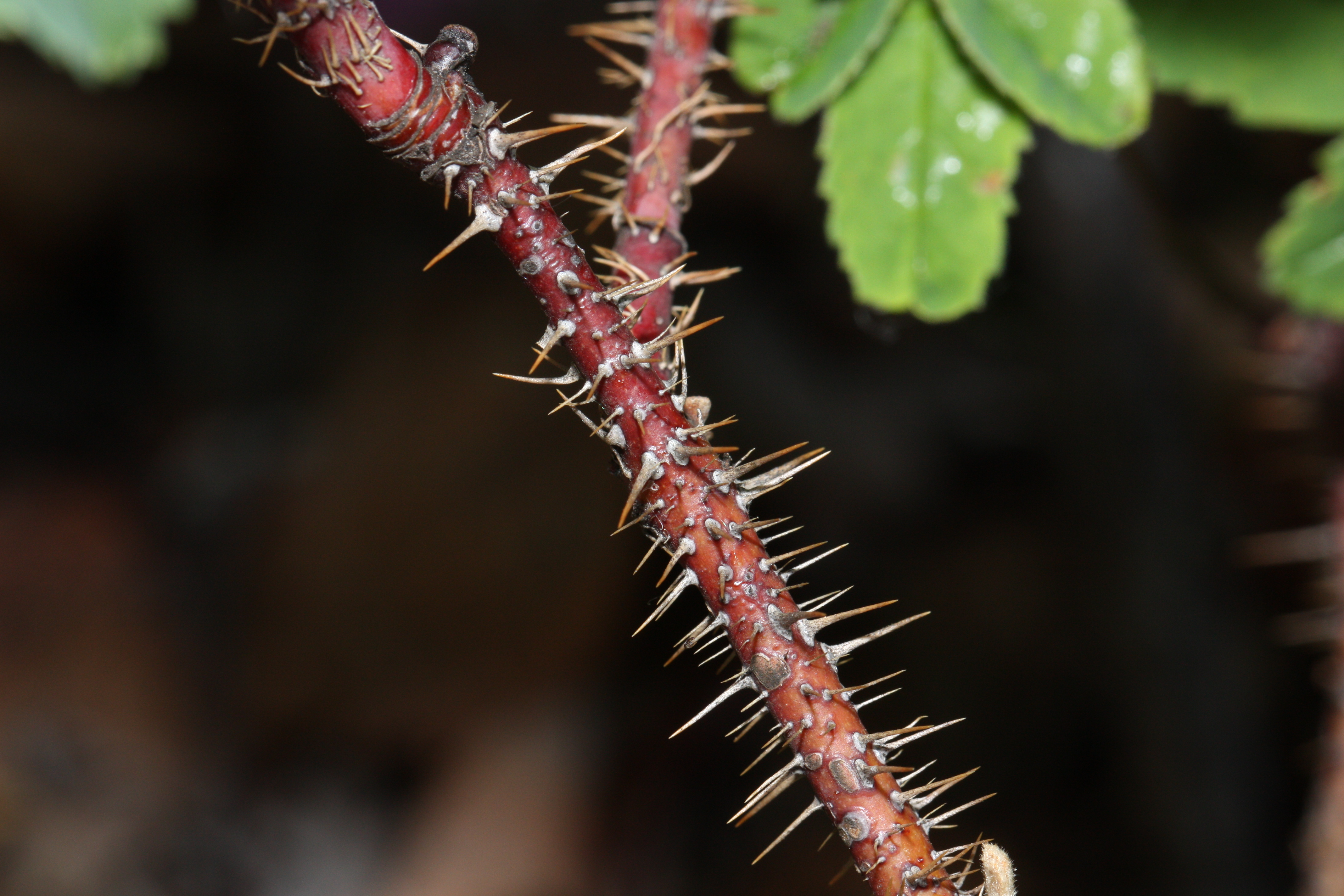
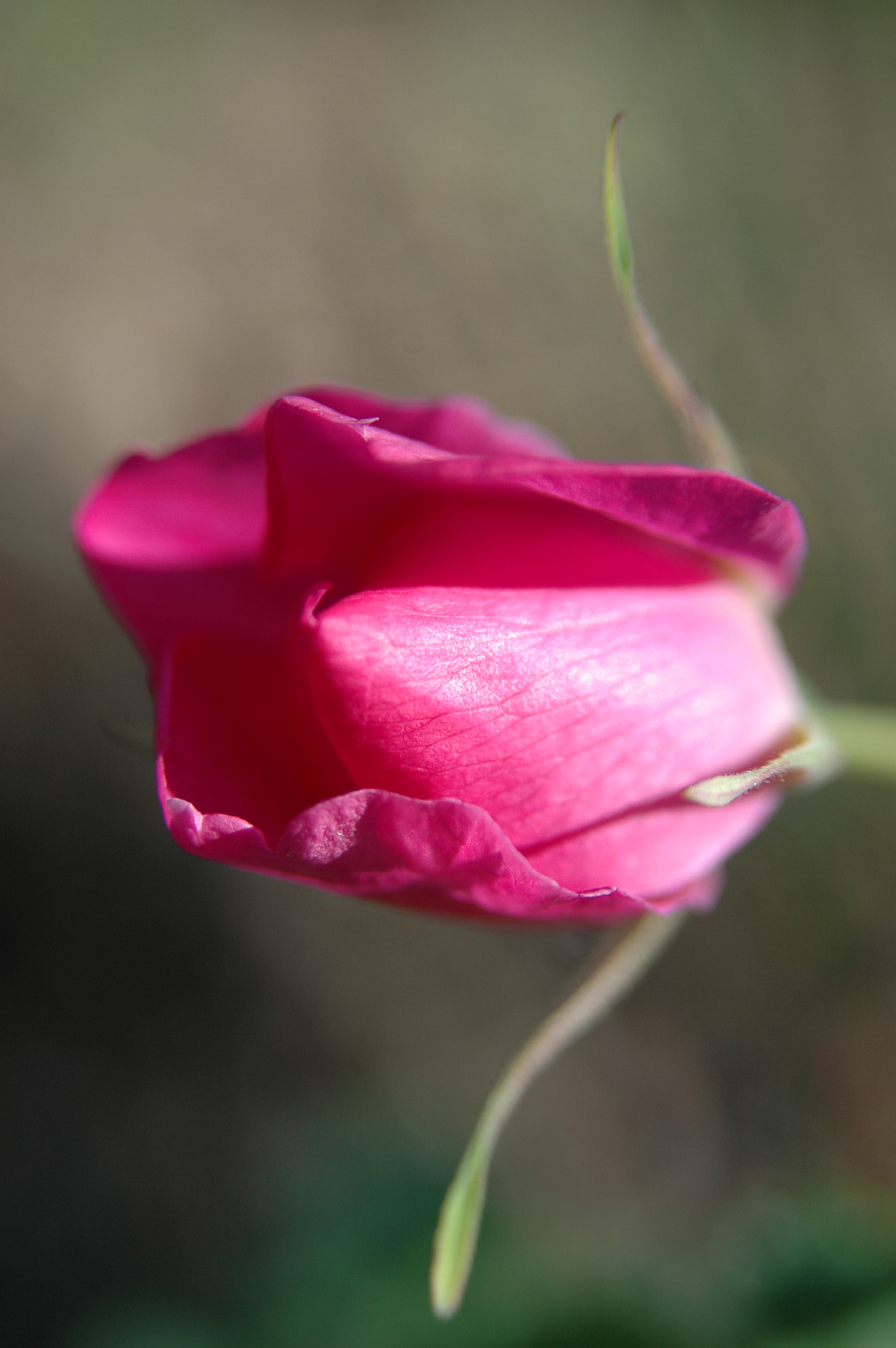
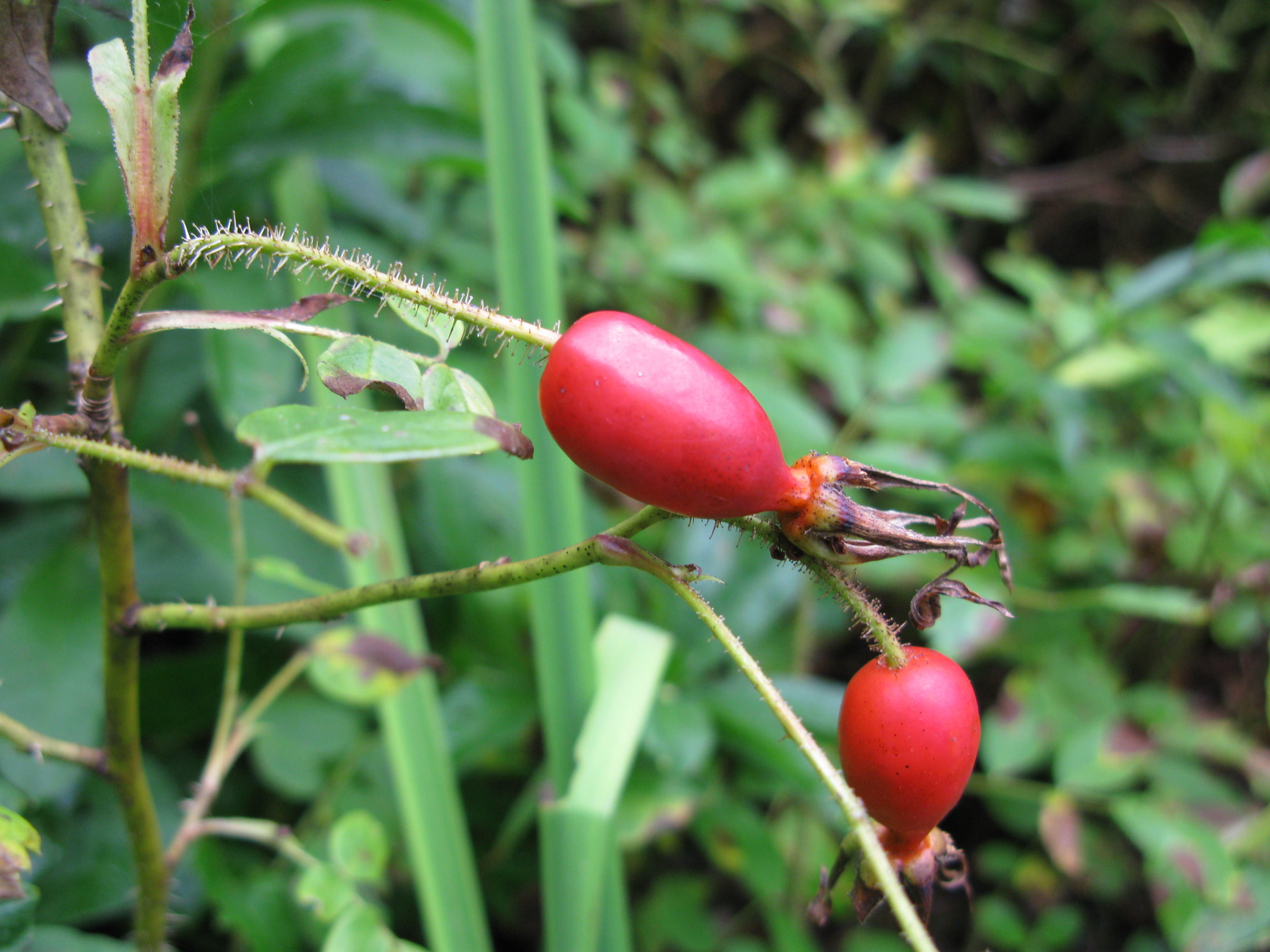
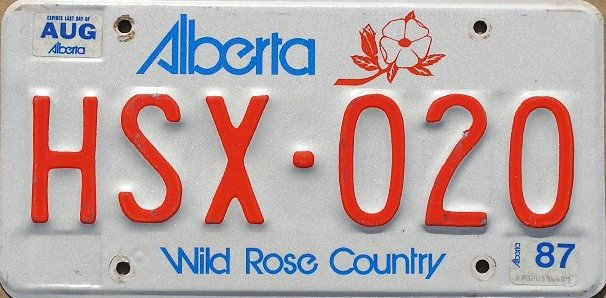